# George Logan
George Logan, född 9 september 1753 i Philadelphia County, Pennsylvania, död 9 april 1821 i Philadelphia County, Pennsylvania, var en amerikansk politiker (demokrat-republikan). Han representerade delstaten Pennsylvania i USA:s senat 1801-1807.
Logan gick i skola i England och studerade senare medicin i Edinburgh. Han gifte sig 1781 med Deborah Norris. Han var en framstående jordbrukare och var med om att grunda Pennsylvania Society for the Promotion of Agriculture. Han deltog 1798 i fredsförhandlingarna med Frankrike i egenskap av en pacifistiskt lagd medborgare. Federalisterna var missnöjda med den roll som Logan spelade i förhandlingarna. USA:s kongress stiftade följande år en lag, Logan Act, som förbjuder privata medborgare från att förhandla med främmande länders regeringar utan officiellt uppdrag från regeringen.
Senator Peter Muhlenberg avgick 1801 och efterträddes av Logan som bestämde sig för att inte kandidera till omval. Han efterträddes 1807 av Andrew Gregg. Logan åkte 1810 till England på ett privat diplomatiskt uppdrag som fredsombud trots att det hade förbjudits i lag. Han var inte framgångsrik den gången. 